# Yevgeni Aleinikov
Yevgeni Aleinikov (en ruso: Евгений Васильевич Алейников; Ordzhonikidze, RSFS de Rusia; 29 de mayo de 1967 – 7 de diciembre de 2024) fue un tirador olímpico ruso especialista en rifle.

## Carrera
Participó en dos ediciones de los Juegos Olímpicos, la primera de ellas fue en Atlanta 1996 donde solo participó en la prueba de aire de 10 metros en la que avanzó a la ronda final y terminó en cuarto lugar entre 44 participantes, quedando a tres puntos de las medallas.
Su segunda aparición fue en Sídney 2000 donde compitió en dos eventos, el primero de ellos fue la prueba de rifle 50 metros de tres posiciones donde avanzó a la final y terminó en séptimo lugar entre 44 participantes, a tres puntos de las medallas; y en la prueba de aire de 10 metros avanzó a la ronda final en sexto lugar entre 46 participantes y terminó ganando la medalla de bronce.
A nivel de campeonato mundial ganó la medalla de bronce en la edición de 2002 en Lahti, Finlandia en la prueba de aire de 10 metros.